# Huracán San Isidro
El club Huracán San Isidro fue un club de fútbol peruano del Distrito de San Isidro. El club se fundó el 30 de abril de 1954. Posteriormente, en 1968 logró el ascenso a la segunda división profesional. 

## Historia
El club Huracán San Isidro, se fundó el 30 de abril de 1954. Participó por varias temporadas en la Liga de Lima hasta 1968, año en que se afilia a la Liga Distrital de San Isidro. Ese mismo año, el club logra el campeonato de la liga distrital y llegando avanzar hasta el cuadragular de ascenso. En el enfrenta a los clubes: Centro Chupaca de La Victoria, Sport Almagro Barranco de Balnearios y al Atlético Barrio Frigorífico del Callao. Huracán San Isidro logra el título y asciende a la Segunda División.
En 1969, el club participa en la segunda profesional. En ella, enfrenta a otros clubes importantes de la época como:Deportivo Sima, Mariscal Sucre, Atlético Deportivo Olímpico, Ciclista Lima, entre otros. Huracán San Isidro logra posicionarse en el quinto puesto al finalizar el torneo. Para la temporada siguiente, el club pierde la categoría. Ante este hecho, el club retorna a la Liga Distrital de San Isidro.
Finalmente, Huracán San Isidro continuó participando varias temporadas desde la distrital hasta en la Región IX de la Copa Perú (su mejor participación fue en 1981 donde quedó en el 2.º lugar) y en la Liga Mayor de Lima hasta su desaparición en 1983 ya que fue adquirida ese año y en 1984 obtuvo su nombre definitivo de Deportivo San Agustín.

## Datos del club
- Temporadas en Segunda División: 2 (1969 y 1970).

## Uniforme
Principal: Camiseta blanca con rayas celestes, short blanco y medias celestes.
Uniforme Huracán San Isidro 1954 al 1982
| Titular 1 | Titular 2 | Titular 3 | Titular 4 | Alterno 1 | Alterno 2 |

## Palmarés

### Torneos regionales
- Liga Distrital de San Isidro (1): 1968.

## Rivalidades
- El club, mantuvo rivalidades con otros equipos del distrito de la época incluso en la segunda profesional. Entre ellos tenemos al Racing San Isidro, Deportivo Bancoper, Deportivo Helvético, Estudiantes San Roberto, entre otros.

## Nota
- El Huracán San Isidro es un club más antiguo y totalmente diferente que el Deportivo San Agustín (cuando antes usaba la misma denominación).

## Enlace
- Liga Distrital de San Isidro
- Cuadragular de Ascenso 1968
- Segunda División Peruana 1969
- Segunda División Peruana 1970
- Descenso Huracán San Isidro y KDT 1970

- Datos: Q106629290